# Anaclileia vockerothi
Anaclileia vockerothi är en tvåvingeart som beskrevs av Bechev 1990. Anaclileia vockerothi ingår i släktet Anaclileia och familjen svampmyggor. Inga underarter finns listade i Catalogue of Life.